# Helaba-Skandal

Plakat der CDU Hessen 1976 zum Helaba-Skandal

Der Helaba-Skandal war ein Finanzskandal in den 1970er Jahren. Durch eine Reihe fragwürdiger Beteiligungsgeschäfte, insbesondere Immobilienprojekte, war die Hessische Landesbank (Helaba) in erhebliche Bedrängnis geraten. Die Affäre hatte den Rücktritt des damaligen hessischen Ministerpräsidenten Albert Osswald (SPD) am 3. Oktober 1976 zur Folge.

## Hintergründe und Geschehnisse
In der ersten Hälfte der 1970er Jahre beteiligte sich die Hessische Landesbank an spekulativen Risikogeschäften, unter anderem den Immobilienprojekten Schwabylon in München und Sonnenring in Frankfurt-Sachsenhausen. Besonders hohe Verluste sammelten sich bei der „Investitions- und Handelsbank“ (IHB) an, die seit 1973 mehrheitlich der Helaba gehörte. In der Summe hatte die Helaba Verluste in Milliardenhöhe eingefahren. Am 17. Dezember 1973 trat der Präsident der Helaba Wilhelm Hankel (SPD) unter dem Vorwurf zurück, er habe den Verwaltungsrat nicht rechtzeitig über die Probleme informiert. Ende 1974 stand die Helaba dadurch dicht vor dem Konkurs, der nur durch Kredite des Landes Hessen und der Sparkassen abgewendet werden konnte.
Der damalige hessische Ministerpräsident Osswald war zu dieser Zeit Vorsitzender des Verwaltungsrates der Helaba und hatte damit die Geschäfte mitgetragen. Weitere Details kamen in der Folge ans Licht der Öffentlichkeit, die schließlich dazu führten, dass der politische Druck auf Osswald, als Ministerpräsident zurückzutreten, immer größer wurde. Am 3. Oktober 1976, kurz nach Schließung der Wahllokale für die Bundestagswahl, trat er als Ministerpräsident zurück und legte auch das Amt des hessischen SPD-Vorsitzenden nieder. Am 12. Oktober 1976 wurde Holger Börner (SPD) zu seinem Nachfolger als Ministerpräsident gewählt. Börner setzte sich dabei im Landtag mit 57 zu 53 Stimmen gegen Alfred Dregger von der CDU durch. Am 20. Oktober 1976 setzte der Hessische Landtag auf Antrag der CDU-Fraktion einen parlamentarischen Untersuchungsausschuss „Ministerpräsident Osswald/Helaba“ ein. Der Bericht des Untersuchungsausschusses wurde am 17. Februar 1978 veröffentlicht. Die Ermittlungen gegen Osswald wurden 1978 eingestellt. Den im Verwaltungsrat der Helaba tätigen Vertretern des Sparkassenverbandes und der Sparkassen gelang es, den Skandal der Bank unbeschadet zu überstehen.
Der Helaba-Skandal wurde durch die damalige CDU-Opposition auch im Wahlkampf zur Bundestagswahl 1976 und den Kommunalwahlen in Hessen 1977 aufgegriffen. Bei der Bundestagswahl gewann die hessische CDU 4,5 Prozent hinzu. Das war deutlich mehr als die Bundespartei mit 3,7 Prozent und das beste Ergebnis eines CDU-Landesverbandes. Nur die Schwesterpartei CSU schnitt in Bayern besser ab. Bei der Kommunalwahl am 20. März 1977 gewann die CDU 10 Prozent hinzu und kam auf 47,9 Prozent. Die SPD sackte von 51,4 auf 42,3 Prozent ab.